# Xenobiston
Xenobiston là một chi bướm đêm thuộc họ Geometridae.